# José Pérez Grau
José Pérez Grau (Altea, 16 de juliol de 1950) és un polític socialista valencià, diputat a les Corts Valencianes en la V Legislatura.
Llicenciat en Ciències Exactes per la Universitat de València en les especialitats d'anàlisi i estadística informàtica, ha treballat com a professor d'ensenyament secundari en l'Institut Bellaguarda d'Altea. Militant del PSPV-PSOE, n'ha estat sotsecretari a la Marina Baixa i cap de llista per a l'ajuntament d'Altea a les eleccions municipals espanyoles de 1983, arribant a tinent d'alcalde de 1992 a 1994.
Fou elegit diputat a les eleccions a les Corts Valencianes de 1999. Ha estat secretari de la Comissió Especial per a l'Estudi del programes de cooperació i solidaritat amb el Tercer Món i portaveu d'indústria del grup parlamentari socialista a les Corts.
En 2003 fou nomenat membre del Consell d'Administració de RTVV, de 2004 a 2006 cap de la Dependència de l'Àrea de Treball i Aferes Socials de la Subdelegació del Govern a Alacant, de 2006 a 2011 secretari general de la Subdelegació del govern a Alacant, i en 2011 subdelegat del Govern a Alacant.